# Team Gourmetfein Simplon Wels/Saison 2014
Dieser Artikel listet Erfolge und Fahrer des Radsportteams Gourmetfein Simplon Wels in der Saison 2014 auf.

## Erfolge in der UCI Europe Tour
In den Rennen der Saison 2014 der UCI Europe Tour gelangen die nachstehenden Erfolge.
| Datum        | Rennen                                        | Kat. | Sieger         |
| ------------ | --------------------------------------------- | ---- | -------------- |
| 5. April     | 2b. Etappe Le Triptyque des Monts et Châteaux | 2.2  | Patrick Konrad |
| 15.–18. Mai  | Gesamtwertung Rhône-Alpes Isère Tour          | 2.2  | Matija Kvasina |
| 20.–22. Juni | Gesamtwertung Oberösterreichrundfahrt         | 2.2  | Patrick Konrad |
| 22. Juni     | Grand Prix Sarajevo                           | 1.2  | Matej Marin    |

## Zugänge – Abgänge
| Zugänge                | Team 2013                       | Abgänge           | Team 2014                    |
| ---------------------- | ------------------------------- | ----------------- | ---------------------------- |
| Lukas Zeller           | ARBÖ Gebrüder Weiss-Oberndorfer | Riccardo Zoidl    | Trek Factory Racing          |
| Patrick Konrad         | Etixx-iHNed                     | Stephan Rabitsch  | Amplatz-BMC                  |
| Daniel Biedermann      | Team Vorarlberg                 | Daniel Paulus     | Vini Fantini Nippo           |
| Jure Golčer            | Tirol Cycling Team              | Markus Eibegger   | Synergy Baku Cycling Project |
| Mario Schoibl          | Tirol Cycling Team              | Jan Sokol         | Synergy Baku Cycling Project |
| Alexander Hier         | Neoprofi                        | Lukas Pöstlberger | Tirol Cycling Team           |
| Thomas Umhaller        | Neoprofi                        |                   |                              |
| Andreas Walzel         | Neoprofi                        |                   |                              |
| Johannes Windischbauer | Neoprofi                        |                   |                              |

## Mannschaft
| Name                   | Geburtstag         | Nationalität |
| ---------------------- | ------------------ | ------------ |
| Daniel Biedermann      | 24. März 1993      | Österreich   |
| Jure Golčer            | 12. Juli 1977      | Slowenien    |
| Felix Großschartner    | 23. Dezember 1993  | Österreich   |
| Alexander Hier         | 14. Oktober 1995   | Österreich   |
| Paul Illenberger       | 28. Dezember 1991  | Österreich   |
| Patrick Konrad         | 13. Oktober 1991   | Österreich   |
| Matija Kvasina         | 4. Dezember 1981   | Kroatien     |
| Daniel Lehner          | 14. April 1994     | Österreich   |
| Matej Marin            | 2. Juli 1980       | Slowenien    |
| Dennis Paulus          | 22. September 1994 | Österreich   |
| Mario Schoibl          | 25. Juni 1990      | Österreich   |
| Sebastian Schönberger  | 14. Mai 1994       | Österreich   |
| Thomas Umhaller        | 6. Juli 1995       | Österreich   |
| Andreas Walzel         | 3. März 1995       | Österreich   |
| Johannes Windischbauer | 6. Dezember 1995   | Österreich   |
| Lukas Zeller           | 20. September 1994 | Österreich   |